# Anthurium amnicola
Anthurium amnicola Dressler, 1980 è una pianta della famiglia delle Aracee, endemica di Panama.